# Тектонічні епохи
Тектонічні епохи (рос. тектонические эпохи, англ. tectonic epochs, нім. tektonische Epochen f pl) — відносно короткочасні (млн. років) епохи (фази) підвищеної активності тектонічних рухів в історії Землі. Проявляються в інтенсивному утворенні тектонічних порушень — піднять, прогинів, особливо складок, розломів. Для Т.е. характерні прояви магматизму і регіонального метаморфізму гірських порід. Називають Т.е. за місцевостями, де вони найбільш яскраво виражені, або де вони вперше встановлені. Напр., Судетська тектонічна епоха, яка мала місце в кінці раннього — на початку середнього карбону і вперше вивчена в Судетських горах.